# 村田洋子
村田 洋子（むらた ようこ、1982年7月16日 - ）は、日本の元女優・タレント。千葉県出身。1990年代後半から2010年3月まで活動を行った。
2005年から2008年までは「黒沢ひろ（くろさわ ひろ）」の芸名で活動した。

## 所属事務所
ラックアップミュージック（アイドルグループ「キューティーレモン」時代）　→　サンズ（1998年 - 2000年3月31日）　→　イエローキャブ（2003年暮れ頃から）　→　アクターズエージェンシー（2005年から）　→　キングプロ（2008年から）　→　クイーンズファクトリー（2009年から）

## 来歴
インディーズ系ライブアイドルグループ「キューティーレモン」のメンバーとしてデビュー。グループ解散後サンズJrに移籍し、『アイドルハイスクール 芸能女学館』（フジテレビ）に出席番号7番で出演し注目を集める。
グラビアアイドルとして雑誌グラビア、写真集の発売、また女優としてテレビ・映画に出演もしていたが、2000年3月31日を以て事務所から解雇され、突如引退。原因は「マネージャーと駆け落ち」と噂されたが、後に復帰した際には「病気治療」と発表。「慢性的に腰を痛めていた」という描写が『- 芸能女学館』の第一回で放映されており、これが理由であるとの見方もある。
2003年の暮れ頃からイエローキャブ所属として復帰し、テレビ・グラビアなどに登場。本人曰く、空白の期間は「マクドナルドで働いていました」とのこと。さらにその後、活動は舞台中心となる。
2005年、アクターズエージェンシーに移籍、芸名を「黒沢ひろ」に変更。ドラマ・舞台出演する機会が多くなった。
2008年、キングプロに移籍し芸名を元の「村田洋子」に変更。
2010年3月13日、自身のブログにて、結婚及び引退を発表。

## 主な出演作品

### バラエティ番組
- アイドルハイスクール 芸能女学館（1998年4月 - 1999年3月、フジテレビ）
- ミュージック・ジャンプ ガールズサイド（NHK-BS2）
- ミックスパイください（CBCテレビ）
- グラビアの美少女（MONDO21）

### テレビドラマ
- 海にソルティ・ドッグ（1999年、関西テレビ）主演
- 可愛いだけじゃダメかしら?（1999年1月 - 3月、テレビ朝日） - 浜田千絵
- ケイゾク 第6話（1999年2月12日、TBSテレビ）
- 国産ひな娘（1999年4月 - 9月、テレビ東京）
- L×I×V×E（1999年4月 - 6月、TBSテレビ）
- 天国のKiss（1999年7月 - 9月、テレビ朝日）
- ブースカ! ブースカ!!（1999年10月 - 2000年6月、テレビ東京）
- 雨と夢のあとに（2005年4月 - 6月、テレビ朝日） 「黒沢ひろ」名義
- 弁護士・高林鮎子34志摩の旅・みえ6号毒殺連鎖〜保険金狙いで魂を売った魔性の女!完全無欠の時刻表トリックを暴く真珠の涙と男の素顔（2005年7月5日、日本テレビ） 「黒沢ひろ」名義

### 映画
- JAZZ

### 舞台
- 11人の少年（2005年1月9日 - 23日）
- ボクの生活 ACH666☆Plus（2005年7月26日 - 31日） 「黒沢ひろ」名義
- MoonLightSnow（2006年2月16日 - 3月5日） 「黒沢ひろ」名義

### CM
- JT 桃の天然水
- ららぽーとスキードームSSAWS
- コカ・コーラ
- 日本マクドナルド
- 昭和シェル石油
- インテリジェンス DODA（2007年）

## リリース作品

### ビデオ・DVD
- HIGH TENTION （1999年11月22日、パイオニアLDC）
- Waterfowl （2000年5月20日、ラインコミュニケーションズ）
- BOYS BE…ALIVE-TRY AGAIN （2000年7月19日、ポニーキャニオン）同名舞台の映像化。
- eternity （2004年1月28日、イーネット・フロンティア）
- DVDマガジン First Impression Vol.1 （2004年3月26日、ジーダス）イエローキャブ所属タレントの1人として出演。
- 誘美 （2009年7月10日、ベガファクトリー）

### 写真集
- she's so high! （1999年2月26日、近代映画社）
- Pa-Qun （1999年7月23日、彩文館出版）
- 恋 （2000年4月1日、ケイエスエス）